# Tony Awards 2009
Die Tonyverleihung 2009 fand am 7. Juni 2009 in der Radio City Music Hall in New York City statt. Es waren die 63rd Annual American Theatre Wing's Tony Awards. Im Jahr der Auszeichnung werden immer Theaterstücke/Musicals der vergangenen Saison ausgezeichnet, in diesem Fall also von 2008/2009. Die Moderation übernahm Neil Patrick Harris.

## Gewinner und Nominierte

### Theaterstücke
| Meiste Tonys         | Der Gott des Gemetzels (3 Tonys)                          |
| Meiste Nominierungen | Maria Stuart und Normans Eroberungen (je 7 Nominierungen) |

| Kategorie                                | Preisträger | Theaterstück               | Nominierungen |
| Bestes Theaterstück                      | Autor:Yasmina Reza Produzenten: Robert Fox, David Pugh, Dafydd Rogers, Stuart Thompson, Scott Rudin, Jon B. Platt, The Weinstein Company, The Shubert Organization | Der Gott des Gemetzels     | Dividing the Estate von Horton Foote Reasons to Be Pretty von Neil LaBute 33 Variations von Moisés Kaufman                                                        |
| Beste Wiederaufnahme eines Theaterstücks | Produzenten: Sonia Friedman Productions, Steven Baruch, Marc Routh, Richard Frankel, Tom Viertel, Dede Harris, Tulchin/Bartner/Lauren Doll, Jamie deRoy, Eric Falkenstein, Harriet Newman Leve, Probo Productions, Douglas G. Smith, Michael Filerman/Jennifer Manocherian, Richard Winkler, Dan Frishwasser, Pam Laudenslager/Remmel T. Dickinson, Jane Dubin/True Love Productions, Barbara Manocherian/Jennifer Isaacson, The Old Vic Theatre Company | Normans Eroberungen        | Joe Turner's Come and Gone Maria Stuart Warten auf Godot |
| Bestes Theaterevent                      | Produzenten: John Scher and Metropolitan Talent Presents, LLC; Jubilee Time Productions, LLC | Liza's at The Palace...!   | Slava's Snowshow Soul of Shaolin You're Welcome America. A Final Night with George W Bush                                                                         |
| Bester Hauptdarsteller                   | Geoffrey Rush | Exit the King              | Jeff Daniels für Der Gott des Gemetzels Raúl Esparza für Die Gunst der Stunde James Gandolfini für Der Gott des Gemetzels Thomas Sadoski für Reasons to Be Pretty |
| Beste Hauptdarstellerin                  | Marcia Gay Harden | Der Gott des Gemetzels     | Hope Davis für Der Gott des Gemetzels Jane Fonda für 33 Variations Janet McTeer für Maria Stuart Harriet Walter für Maria Stuart                                  |
| Bester Nebendarsteller                   | Roger Robinson | Joe Turner's Come and Gone | John Glover für Warten auf Godot Zach Grenier für 33 Variations Stephen Mangan für Normans Eroberungen Paul Ritter für Normans Eroberungen                        |
| Beste Nebendarstellerin                  | Angela Lansbury | Blithe Spirit              | Hallie Foote für Dividing the Estate Jessica Hynes für Normans Eroberungen Marin Ireland für Reasons to Be Pretty Amanda Root für Normans Eroberungen             |
| Beste Theaterregie                       | Matthew Warchus | Der Gott des Gemetzels     | Phyllida Lloyd für Maria Stuart Bartlett Sher für Joe Turner's Come and Gone Matthew Warchus für Normans Eroberungen                                              |
| Bestes Bühnenbild                        | Derek McLane | 33 Variations              | Dale Ferguson für Exit the King Rob Howell für Normans Eroberungen Michael Yeargan für Joe Turner's Come and Gone                                                 |
| Beste Kostüme                            | Anthony Ward | Maria Stuart               | Dale Ferguson für Exit the King Jane Greenwood für Warten auf Godot Martin Pakledinaz für Blithe Spirit                                                           |
| Bestes Lichtdesign                       | Brian MacDevitt | Joe Turner's Come and Gone | David Hersey für Equus David Lander für 33 Variations Hugh Vanstone für Maria Stuart                                                                              |
| Bestes Sounddesign                       | Gregory Clarke | Equus                      | Paul Arditti für Maria Stuart Russell Goldsmith für Exit the King Scott Lehrer und Leon Rothenberg für Joe Turner's Come and Gone                                 |
| Tony Honors for Excellence in Theatre    | Shirley Herz |                            | |
| Special Tony Award                       | Jerry Herman (Lebenswerk) |                            | |
| Isabelle Stevenson Award                 | Phyllis Newman |                            | |
| Regional Theatre Tony Award              | Signature Theatre in Arlington |                            | |

### Musicals
| Meiste Tonys (Musical)         | Billy Elliot (10 Tonys)         |
| Meiste Nominierungen (Musical) | Billy Elliot (15 Nominierungen) |

| Kategorie                           | Preisträger                              | Musical             | Nominierungen |
| Bestes Musical                      |                                          | Billy Elliot        | Next to Normal Rock of Ages Shrek – Das Musical |
| Bestes Musicallibretto              | Lee Hall                                 | Billy Elliot        | Hunter Bell für nicht bekannt David Lindsay-Abaire für Shrek – Das Musical Brian Yorkey für Next to Normal                                                         |
| Beste Originalmusik                 | Musik Tom Kitt, Text: Brian Yorkey       | Next to Normal      | Musik: Elton John, Text: Lee Hall für Billy Elliot Musik: Jeanine Tesori, Text: David Lindsay-Abaire für Shrek – Das Musical Musik & Text: Dolly Parton für 9 to 5 |
| Beste Wiederaufnahme eines Musicals |                                          | Hair                | Guys and Dolls Pal Joey West Side Story |
| Bester Hauptdarsteller              | David Alvarez Trent Kowalik Kiril Kulish | Billy Elliot        | Gavin Creel für Hair Brian d’Arcy James für Shrek – Das Musical Constantine Maroulis für Rock of Ages J. Robert Spencer für Next to Normal                         |
| Beste Hauptdarstellerin             | Alice Ripley                             | Next to Normal      | Stockard Channing für Pal Joey Sutton Foster für Shrek – Das Musical Allison Janney für 9 to 5 Josefina Scaglione für West Side Story                              |
| Bester Nebendarsteller              | Gregory Jbara                            | Billy Elliot        | David Bologna für Billy Elliot Marc Kudisch für 9 to 5 Christopher Sieber für Shrek – Das Musical Will Swenson für Hair                                            |
| Beste Nebendarstellerin             | Karen Olivo                              | West Side Story     | Jennifer Damiano für Next to Normal Haydn Gwynne für Billy Elliot Martha Plimpton für Pal Joey Carole Shelley für Billy Elliot                                     |
| Beste Musicalregie                  | Stephen Daldry                           | Billy Elliot        | Michael Greif für Next to Normal Kristin Hanggi für Rock of Ages Diane Paulus für Hair                                                                             |
| Beste Choreographie                 | Peter Darling                            | Billy Elliot        | Karole Armitage für Hair Andy Blankenbuehler für 9 to 5 Randy Skinner für Irving Berlin's White Christmas                                                          |
| Beste Orchestrierung                | Martin Koch                              | Billy Elliot        | Larry Blank für Irving Berlin's White Christmas Danny Troob und John Clancy für Shrek – Das Musical                                                                |
| Beste Orchestrierung                | Michael Starobin und Tom Kitt            | Next to Normal      | Larry Blank für Irving Berlin's White Christmas Danny Troob und John Clancy für Shrek – Das Musical                                                                |
| Bestes Bühnenbild                   | Ian MacNeil                              | Billy Elliot        | Robert Brill für Guys and Dolls Scott Pask für Pal Joey Mark Wendland für Next to Normal                                                                           |
| Beste Kostüme                       | Tim Hatley                               | Shrek – Das Musical | Gregory Gale für Rock of Ages Nicky Gillibrand für Billy Elliot Michael McDonald für Hair                                                                          |
| Bestes Lichtdesign                  | Rick Fisher                              | Billy Elliot        | Kevin Adams für Hair Kevin Adams für Next to Normal Howell Binkley für West Side Story                                                                             |
| Bestes Sounddesign                  | Paul Arditti                             | Billy Elliot        | Acme Sound Partners für Hair Peter Hylenski für Rock of Ages Brian Ronan für Next to Normal                                                                        |